# Tag des Handwerks

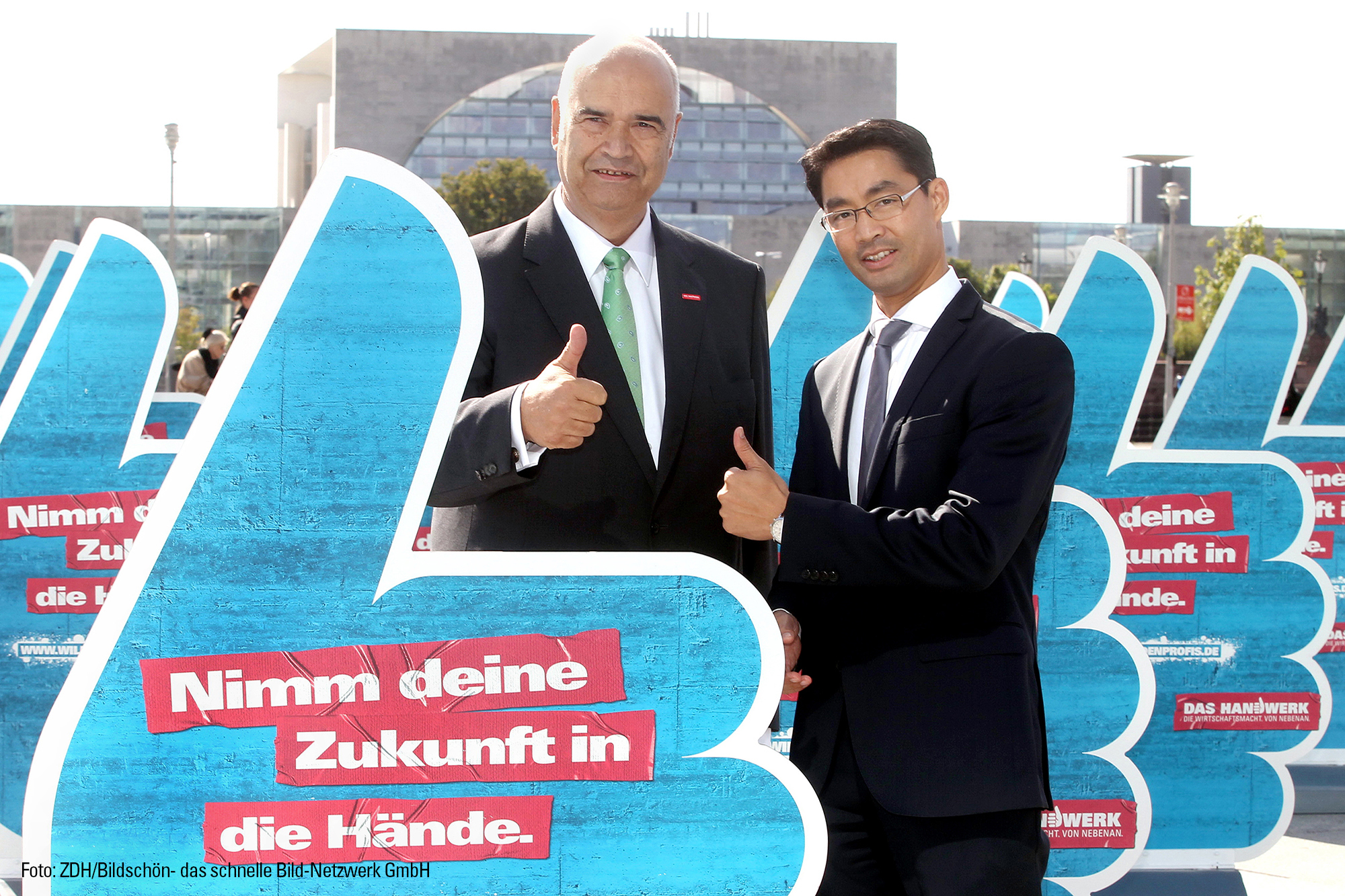
Eröffnung des Tags des Handwerks 2012

Der Tag des Handwerks ist in Deutschland ein jährlicher Aktionstag, um die Bedeutung und Leistung des Handwerks zu würdigen und jungen Menschen die beruflichen Möglichkeiten in einem Handwerksberuf näher zu bringen. Er findet jedes Jahr am dritten Samstag im September statt. An diesem Tag werden bundesweit Veranstaltungen angeboten, die einen Einblick in die Alltagswelt der Handwerksbetriebe und in die Karrieremöglichkeiten im Handwerk geben.

## Hintergrund
In Deutschland sind ca. 5,5 Mio. Handwerker und Handwerkerinnen in ca. 1 Mio. Betrieben beschäftigt mit einem Gesamtjahresumsatz von 640 Mrd. Euro (Stand 2019). Das Handwerk umfasst über 130 Ausbildungsberufe in insgesamt 7 Gewerbegruppen.
Der Tag des Handwerks wurde am 3. September 2011 vom Zentralverband des Deutschen Handwerks zu einem bundesweiten Aktionstag ausgerufen mit dem Ziel, die Leistung, Vielfalt und Würdigung des Handwerks noch stärker in das öffentliche Bewusstsein zu rücken und regionale Aktionen mit selber Zielsetzung zu bündeln.
2012 wurde das Datum des bundesweiten Tags des Handwerks auf den dritten Samstag im September festgelegt, um dem Aktionstag einen festen Termin im Kalender zu geben, der Handwerkerinnen und Handwerkern wie breiter Öffentlichkeit eine breite Teilnahmemöglichkeit an den unterschiedlichen Veranstaltungen ermöglicht.
Neben dem bundesweiten Aktionstag finden aber auch weiterhin ergänzende von Kreishandwerkerschaften und Handwerkskammern zu unterschiedlichen Zeitpunkten im Jahr organisierte regionale Tage des Handwerks statt.

## Veranstaltungen
Der Tag des Handwerks findet jedes Jahr unter einem anderen Motto und mit wechselnden Aktionen statt.
| Datum      | Motto                                   | Besonderheiten |
| ---------- | --------------------------------------- | --- |
| 03.09.2011 | Deutschland ist handgemacht.            | Der damalige Handwerkspräsident Otto Kentzler und Bundeswirtschaftsminister Philipp Rösler eröffneten den ersten Tag des Handwerks. In Berlin fand dazu die viertägige Freiluftausstellung „Hände für die Zukunft“ mit 100 Aufstellern in Daumenform statt, die über die 130 Ausbildungsberufe im Handwerk informierten. Bundesweit fanden am Tag des Handwerks selbst über 500 Aktionen und Events statt. |
| 15.09.2012 | Wir sind Handwerker. Wir können das.    | Der 2. Tag des Handwerks mit der Freiluftausstellung „Hände für die Zukunft“ wurde erneut durch den damaligen Bundeswirtschaftsminister und den Handwerkspräsidenten eröffnet. An diesem Tag verwies der Deutsche Handwerkskammertag auf eine Studie, in der das Handwerk seiner Mitgestaltungsrolle bei Zukunftsthemen wie der E-Mobilität und Smart Home gerecht wurde. |
| 21.09.2013 | Zukunft kommt von Können.               | Vor der Bundestagswahl am 22. September 2013 fuhren vor und am Tag des Handwerks Lithomobile mit folgenden Aufschriften um den Reichstag und das Kanzleramt: „Kanzleramt gebaut. Stimmzettel gedruckt. Kandidaten frisiert. Das Handwerk. Immer die beste Wahl.“ Zu großen regionalen Veranstaltungen am Tag des Handwerks zählten ein Konzert der Handwerkskammer zu Köln mit dem Rapper MC Fitti auf dem Heumarkt und ein Fußball-Cup der Handwerkskammer Region Stuttgart.                                                                            |
| 20.09.2014 | Können kennt keine Grenzen.             | Zum 4. Tag des Handwerks appellierte Bundeswirtschaftsminister Sigmar Gabriel an junge Leute, die weltweit vorbildlich anerkannten Ausbildungsmöglichkeiten des deutschen Handwerks zu nutzen. Die Handwerkskammern organisierten vielerorts einen Tag der offenen Tür, Handwerksmärkte oder Azubi-Speed-Dating, um Handwerksberufe besser kennenlernen zu können. |
| 19.09.2015 | Leidenschaft ist unser bestes Werkzeug. | Für den Tag des Handwerks wurde ein Video-Projekt für die längste Werkzeugkette, die Deutschland je gesehen hat, vom Zentralverband des Deutschen Handwerks initiiert. Im Vorfeld wurde das Video davon in Berlin und Stuttgart an Gebäudefassaden projiziert, um auf den Tag aufmerksam zu machen. Bei den regionalen Veranstaltungen konnten Besucher am Tag des Handwerks Teil des Video-Projektes Werkzeugkette werden, indem sie dort ihr eigenes Video hinzufügten. Das Video-Projekt war danach auf den digitalen Kanälen des Handwerks zu sehen. |
| 17.09.2016 | Die Zukunft ist unsere Baustelle.       | Zum 6. Tag des Handwerks wurde ein Aufruf zur kreativen Ausgestaltung eines handwerklichen Count-Downs zum Tag des Handwerks gestartet. |
| 16.09.2017 | #einfachmachen                          | Vor der Bundestagswahl am 24. September 2017 fuhren vor dem Tag des Handwerks Lithomobile und Bike Boards mit der Aufschrift „am 16. September regiert das Handwerk“ durch das politische Berlin. Mit dem Motto und Hashtag #einfachmachen wurden Jugendliche dazu aufgerufen, online ihr Interesse an Handwerksberufen zu teilen. |
| 15.09.2018 | Für diesen Moment geben wir alles.      | In einer Online-Video-Aktion waren Handwerkerinnen und Handwerker vor dem Tag des Handwerks zur Einsendung besonderer Momente in ihrem Handwerk aufgerufen. Zum Tag des Handwerks wurde aus den Einsendungen eine Videobotschaft zusammengeschnitten, die Erfolgsgeschichten im Handwerk erzählt. Parallel dazu wurde am Tag des Handwerks ein blauer Handwerksbulle vor der Börse in Frankfurt aufgebaut, um auf die Investments des Handwerks in Humankapital aufmerksam zu machen.                                                                    |
| 21.09.2019 | Willkommen in der Zukunftswerkstatt.    | Auf der Bundesgartenschau in Heilbronn wurde ein 44-seitiges überdimensionales Outdoor-Magazin in Form einer Installation des Zentralverbandes des Deutschen Handwerks präsentiert. Das Handwerk behandelte darin Modernitätsthemen und Geschichten innovativer Handwerkerinnen und Handwerker. |
| 19.09.2020 | Wir wissen, was wir tun.                | Aufgrund der Corona-Pandemie fielen die bundesweiten Veranstaltungen der Handwerkskammern aus. Ersetzt wurden die Veranstaltungen im Jubiläumsjahr durch ein digitales 24-Stunden-Video-Projekt. Bundesweit haben Handwerkerinnen und Handwerker dafür Arbeitsvideos auf einer Aktionsseite eingereicht. |
| 18.09.2021 | Wir tun, was bleibt                     | Aufgrund der Corona-Pandemie fand die Veranstaltung des ZDH zum bundesweiten Tag des Handwerks erneut in digitaler Form statt. 2021 wurde eine digitale Fotogalerie geschaffen. Dazu hatten Handwerkerinnen und Handwerker Fotos auf einer Aktionsseite eingereicht und im Nachgang in einer großen digitalen Fotogalerie zusammengebracht. Zusätzlich fand am Tag des Handwerks ein Livekonzert des Handwerk-Songs „Was für immer bleibt“ des Künstlers Benoby auf dem Badeschiff Berlin statt.                                                         |
| 17.09.2022 | Volle Fahrt geht nur mit uns!           | Um den Transformationsprozess zu einer sicheren, lebenswerten Zukunft zu schaffen, müssen mehr Menschen den Weg ins Handwerk finden. Das geht allerdings nur, wenn die Rahmenbedingungen stimmen. Deshalb hat die Marke „Das Handwerk“ zum Tag des Handwerks die Forderungen mit einer aufmerksamkeitsstarken Aktion ins politische Berlin getragen. |
| 16.09.2023 | Wir machen, was unser Land ausmacht.    | Von Kultur bis Energiewende – deutschlandweit zeigen Handwerksorganisationen und Betriebe mit Aktionen und Veranstaltungen, dass sie machen, was Deutschland ausmacht. Die Marke „Das Handwerk“ zeigt auf dem Tempelhofer Feld parallel zur Berlin Art Week eine Pop-up-Galerie, in der Gegenstände aus dem Handwerk ausgestellt werden, die von einem Berliner Künstler und Kurator neu interpretiert und arrangiert werden. Die Aktion setzt dem Handwerk ein künstlerisches Denkmal, das neue Perspektiven und Zugänge schafft.                       |

## Sonstiges
Die Kreishandwerkerschaft Paderborn-Lippe feiert seit 1963 den Tag des Handwerks-Paderborn im Zeitraum Juli und August, der während des Paderborner Liborifestes stattfindet.